# Большая Венья
Большая Венья — деревня в Завьяловском районе Удмуртии, входящая в Совхозное сельское поселение.
Предположительно, «Венья» является названием удмуртского воршуда (рода).

## География
Расположена в 14 км к югу от центра Ижевска и в 16 км к юго-западу от Завьялово. Рядом с деревней проходят маршрут E 22 и участок железной дороги Ижевск-Агрыз, ближайший остановочный пункт на котором — платформа 27 км — находится менее чем в 1 км от деревни.
В деревне 20 улиц.

## История
Деревня Венья упоминается в Ландратской переписи 1716 года, где она относится к сотне Пронки Янмурзина Арской Даруги.
При образовании Вятской губернии, деревня входит в её Сарапульский уезд и через некоторое время становится центром Старо-Веньинской волости. По данным десятой ревизии в 1859 году в 46 дворах казённой деревни Венья старая при ключе Кечшуре проживало 349 человек, работали мельница и кузница.
В 1920 году Старовеньинская волость включается во вновь образованный Ижевский уезд Вотской АО, переименовывается в Советскую волость, а её центр переносится в Лудорвай. Старая Венья входит в Юськинский сельсовет, но уже в 1925 году включается в Лудорвайский сельсовет. В 1960 году Лудорвайский сельсовет присоединяется к Юськинскому.

## Население
| 2010 | 2012 |
| ---- | ---- |
| 694  | ↗741 |